# 南萍
南萍（1918年—1989年），原名南永深，山东淄博长山人，中华人民共和国政治人物、中国人民解放军少将。

## 生平
早年参加八路军山东纵队，任山东军区第四师12团政治处副主任。后任华东野战军八纵22师65团政委。1949年，兼浙江军区第3军分区政治部主任。1961年，担任中国人民解放军第60军副政委。1964年，任20军政委，晋升少将军衔。1968年，任浙江省革命委员会主任。1971年，任中共浙江省委第一书记。后因九一三事件受牵连而免职、1986年恢复待遇。